# Joseph Karl Kindermann

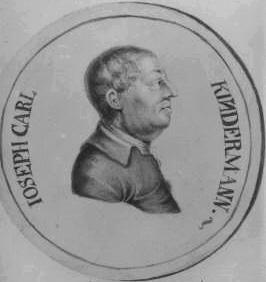
Porträt unbekannten Datums

Joseph Karl Kindermann (* 4. März 1744 in Schambeck; † 15. Oktober 1801 in Wien) war ein Geograph und Kartograph.

## Leben
Kindermann war Sohn eines Gutsverwalters. Er erhielt seine erste Ausbildung in Ofen und nahm auf Wunsch seines Vaters an der Universität Wien das Studium der Medizin auf. Sein Interesse lag allerdings im Bereich der Mathematik und Physik, aber der Wunsch des Studienwechsels wurde durch den Vater abgelehnt. Kindermann verließ daraufhin Wien und reiste über Prag, Berlin und Hamburg nach Holland. Dort fand er eine Anstellung bei der Niederländischen Ostindien-Kompanie. Er kam nach Kapstadt und wurde Sekretär des Gouverneurs Joachim van Plettenberg. Zugleich betätigte er sich als Naturforscher und lieferte Vögel an Georges-Louis Leclerc de Buffon. 1772 lernte er James Cook kennen. Später brach er zu einer Reise nach Ceylon auf, erkrankte jedoch schwer, weshalb er 1774 nach Holland zurückkehrte. Von dort ging er in die Steiermark, da sich dort die Familie niedergelassen hatte.
Kindermann widmete sich, zurück in der Steiermark, der wissenschaftlichen Arbeit, ohne je ein einschlägiges Studium abgeschlossen zu haben. Er bemühte sich gleichzeitig um Volksbildung im Sinne des Josephinismus. In Graz stellte er auch einen nach ihm benannten Meridian auf. Von 1787 bis 1800 war er Chefredakteur der neugegründeten Grazer Zeitung. Ab 1788 gab er vier Bände von Der steiermärkische Volksfreund heraus. Im Frühjahr 1801 kam er nach Wien, wo er zum Hauptredakteur für den Atlas des Österreichischen Kaiserthums berufen wurde. Noch im selben Jahr verstarb er dort.

## Werke (Auswahl)
- Historischer und geographischer Abriß des Herzogthums Steyermark, 2. Aufl., Weingand, Graz 1780.
- Die Provinz Innerösterreich, 12 Kartenblätter, Miller, Graz 1789–1797.
- Geographisches Handbuch von Frankreich nach der neuesten Verfassung und Zergliederung dieses Reiches: Mit einer Karte, welche alle Departemente und Distrikte enthält, Ferstl, Graz 1791.
- Repertorium der Steyermärkischen Geschichte, Geographie, Topographie, Statistik und Naturhistorie, Miller, Graz 1798.
- Südlicher Theil von Boehmen: enthaltend den Klattauer, Berauner, Taborer, Prachiner und Budweiser Kreis, Verlag des Kunst- und Industrie-Comptoirs, Wien 1803.
- Nordöstlicher Theil von Boehmen: enthalten den Bunzlauer, Bidschower, Königgrätzer, Chrudimer, Czaslauer und Kaurzimer Kreis, Verlag des Kunst- und Industrie-Comptoirs, Wien 1803.